# Cave di Gaggio
Cave di Gaggio este o arie protejată (arie specială de conservare — SAC, sit de importanță comunitară — SCI, arie de protecție specială avifaunistică — SPA) din Italia întinsă pe o suprafață de 115 ha, integral pe uscat.

## Localizare
Centrul sitului Cave di Gaggio este situat la coordonatele 45°33′42″N 12°19′46″E / 45.5616°N 12.3295°E.

## Înființare
Situl Cave di Gaggio a fost declarat sit de importanță comunitară în septembrie 1995 pentru a proteja 21 de specii de animale. Alte tipuri de protecție:
- arie de protecție specială avifaunistică (în august 2003)
- arie specială de conservare (în iulie 2018)[1][2][3]

## Biodiversitate
Situată în ecoregiunea continentală, aria protejată conține 1 habitat natural: Lacuri eutrofice naturale cu vegetație de tip Magnopotamion sau Hydrocharition.
La baza desemnării sitului se află mai multe specii protejate:
- păsări (20): pescăruș albastru (Alcedo atthis), stârc roșu (Ardea purpurea), stârc galben (Ardeola ralloides), buhai de baltă (Botaurus stellaris), bătăuș (Calidris pugnax), chirighiță neagră (Chlidonias niger), barză neagră (Ciconia nigra), erete de stuf (Circus aeruginosus), erete vânăt (Circus cyaneus), egretă mică (Egretta garzetta), piciorong (Himantopus himantopus), stârc pitic (Ixobrychus minutus), sfrâncioc roșiatic (Lanius collurio), pescăruș-cu-cap-negru (Larus melanocephalus), stârc de noapte (Nycticorax nycticorax), țigănuș (Plegadis falcinellus), cresteț pestriț (Porzana porzana), chiră de baltă (Sterna hirundo), chiră mică (Sternula albifrons), Zapornia parva
- reptile (1): țestoasa de baltă (Emys orbicularis)

Pe lângă speciile protejate, pe teritoriul sitului au mai fost identificate 4 specii de plante.